# Si no hubiera que correr
Si no hubiera que correr es el segundo álbum de estudio del grupo español de rock Revólver, publicado en 1992. Grabado entre septiembre y diciembre de 1991 en diversos estudios de Londres, Zúrich y Madrid, el álbum contó con la producción musical de Keith Bessey y Nacho Mañó, miembro del grupo Presuntos Implicados, y sentó las bases del reconocimiento musical de Carlos Goñi a nivel nacional con canciones como «Si es tan solo amor» y «Esclavo de tu amor».

## Historia
Tras publicar Revólver, Carlos Goñi grabó Si no hubiera que correr con el respaldo de Sergio Roger y Rafael Pico, al igual que en su primer trabajo. Además, contó con la colaboración de Soledad Giménez, antigua vocalista de Presuntos Implicados, en el tema «Dentro de ti», dedicado a la ciudad de Valencia. El tema «Si es tan sólo amor» se convirtió en el primer sencillo extraído del álbum, mientras otros temas, generalmente «Días de vino y rosas» y «Tu canción», se convirtieron en canciones habituales en los conciertos de Revólver.
Tras las escasas ventas del álbum debut del grupo, Si no hubiera que correr alcanzó cotas de mayor popularidad y llegó a las 20 000 copias vendidas.
Tras su publicación, Goñi emprendió una gira de conciertos acústicos a nivel nacional con la compañía de Jorge Lario a la guitarra y de Sergio Roger al contrabajo. Según Goñi: «Cada noche, al terminar la promoción íbamos a un club previamente apalabrado y hacíamos un concierto acústico». El formato de conciertos acústicos sentó la base de una oferta de 40 Principales para grabar un año más tarde Básico, el primer concierto unplugged en España y que sirvió para consolidar a Revólver en el panorama musical español. 
En 2002, Warner Music remasterizó y reeditó Si no hubiera que correr junto al resto del catálogo musical del grupo con varios temas adicionales: tres versiones en directo de «Días de vino y rosas», «Si no hubiera que correr» y «Tu canción», grabados respectivamente en Valdemoro, Guadalajara y San Lorenzo de El Escorial entre 1995 y 2001.

## Lista de canciones
Todas las canciones escritas y compuestas por Carlos Goñi. 
| N.º | Título                                          | Duración |  |
| 1.  | «Tormenta en la Puerta del Sol»                 | 3:36     |  |
| 2.  | «Soy como soy»                                  | 3:55     |  |
| 3.  | «Si es tan solo amor»                           | 4:12     |  |
| 4.  | «Malvarrosa affaire»                            | 4:50     |  |
| 5.  | «Dentro de ti (Valencia)» (con Soledad Giménez) | 5:01     |  |
| 6.  | «Días de vino y rosas»                          | 4:22     |  |
| 7.  | «Mueve tu cuerpo frente a mi»                   | 3:59     |  |
| 8.  | «Esclavo de tu amor»                            | 3:47     |  |
| 9.  | «Si no hubiera que correr»                      | 5:39     |  |
| 10. | «Tu canción»                                    | 3:01     |  |
| 11. | «Manager's Blues»                               | 3:29     |  |

| Bonus tracks (reedición de 2002) |                                         |          |  |
| N.º                              | Título                                  | Duración |  |
| 12.                              | «Días de vino y rosas» (En directo)     |          |  |
| 13.                              | «Si no hubiera que correr» (En directo) |          |  |
| 14.                              | «Tu canción» (En directo)               |          |  |

## Personal
- Carlos Goñi: guitarra y voz
- Rafael Pico: batería
- Sergio Roger: bajo
- Soledad Giménez: voz en «Dentro de ti (Valencia)»
- Esther Godínez: percusión y coros
- Nacho Mañó: guitarra arpegiada y bajo
- Santi Navalón: piano, órgano y sintetizadores
- Spike Navalón: órgano